# Colors (album de Mari Hamada)
Pour les articles homonymes, voir Colors.
Albums de Mari Hamada
Return to Myself
(1989) Tomorrow
(1991)
Compilations par Mari Hamada
Sincerely
(16 déc. 1989)
Singles
1. Heaven Knows
Sortie : 11 juillet 1990
2. Nostalgia
Sortie : 16 décembre 1990

Colors (écrit en capitales : COLORS) est le 10e album original de Mari Hamada.

## Présentation
L'album sort le 21 septembre 1990 au Japon sur le label Invitation de Victor Entertainment, plus d'un an après le précédent album original de la chanteuse, Return to Myself (entre-temps est sortie sa compilation de ballades Sincerely, contenant aussi de nouveaux titres). Dans la foulée du succès de ces deux albums, il atteint la 2e place du classement des ventes de l'Oricon, et reste classé pendant 19 semaines. Il reste le cinquième album le plus vendu de la chanteuse. Comme ses autres albums, il est ré-édité le 24 mars 1994 à l'occasion de ses 10 ans de carrière (présentation officielle fautive), puis le 22 octobre 2008 pour les 25 ans, et le 15 janvier 2014 pour les 30 ans.
C'est le quatrième album de Mari Hamada à être enregistré aux États-Unis, produit comme les deux précédents par Greg Edward, avec des musiciens américains dont le guitariste Michael Landau. Il contient dix chansons désormais de genre plutôt pop-rock, avec l'introduction d'instruments à vent, dont seulement trois entièrement en anglais (Is This Justice?, There's No Limit, et Be Wild) ; cette fois, toutes sont écrites par la chanteuse avec ses compositeurs japonais habituels.
Deux d'entre elles étaient déjà parues sur son 11e single, Heaven Knows (avec la chanson Take It Easy On Yourself  en "face B"), sorti deux mois plus tôt le 11 juillet. Deux autres paraitront également sur le single suivant, Nostalgia (avec Empty Room  en "face B"), qui sort le 16 décembre.
Les chansons de son 10e single Open Your Heart (avec Endless Wave en "face B"), sorti un an auparavant, ne figurent pas sur l'album (la chanson-titre ne figure que sur Sincerely, tandis que l'autre reste inédite en album). La première chanson de l'album, Is This Justice?, sera ré-écrite et renommée If It's Love pour figurer sur son premier album international Introducing... de 1993 ; Heaven Knows sera de même adaptée en anglais et sous-titrée When I Wish Upon A Star pour figurer sur le second, All My Heart de 1994.

## Liste des titres
Toutes les paroles sont écrites par Mari Hamada. Toutes les musiques sont co-arrangées par Greg Edward.
| 1.  | Is This Justice?         | Hiroyuki Ohtsuki | Jeff Daniel, H. Ohtsuki  | 4:18 |
| 2.  | Innocent Colors          | Hara Kazuhiro    | Jeff Daniel, H.M.Project | 4:02 |
| 3.  | Heaven Knows             | Hiroyuki Ohtsuki | Tom Keane, H. Ohtsuki    | 4:20 |
| 4.  | Plastic Conversation     | Hiroyuki Ohtsuki | Jeff Daniel, H. Ohtsuki  | 3:36 |
| 5.  | Nostalgia                | Takashi Masuzaki | Jeff Daniel, H.M.Project | 4:16 |
| 6.  | Empty Room               | Noboru Kurosawa  | Tom Keane, H.M.Project   | 4:50 |
| 7.  | There's No Limit         | Hiroyuki Ohtsuki | Tom Keane, H. Ohtsuki    | 3:59 |
| 8.  | Take It Easy On Yourself | Hiroyuki Ohtsuki | Jeff Daniel, H. Ohtsuki  | 4:27 |
| 9.  | Be Wild                  | Hiroyuki Ohtsuki | Hiroyuki Ohtsuki         | 4:05 |
| 10. | Material World           | Hiroyuki Ohtsuki | Tom Keane, H. Ohtsuki    | 4:13 |
| 11. | Monologize               | Takanobu Masuda  | Tom Keane, T. Masuda     | 5:40 |

## Musiciens
- Guitares : Michael Landau (invité : Tim Pierce)
- Basse : John Pierce
- Batterie : John Keane
- Batterie et percussions : Denny Fongheiser
- Claviers : Jeff Daniel, Tom Keane
- Chœurs : Jason Scheff, Bill Champlin
- Saxophone : Gerald Albright, David Woodford
- Trombone : Nick Lane
- Trompette : Steve Madaio